# Maciej Oczkowski
Maciej Maria Oczkowski (ur. 1944 w Krakowie) – polski historyk, muzealnik i samorządowiec związany ze Śląskiem Cieszyńskim, wiceburmistrz Wisły, wieloletni dyrektor Muzeum Beskidzkiego w Wiśle, były radca Konsystorza Kościoła Ewangelicko-Augsburskiego w RP. 

## Życiorys
Ukończył studia historyczne na Uniwersytecie Jagiellońskim, po czym uzyskał w 1970 zatrudnienie w Muzeum Śląska Cieszyńskiego, gdzie był kierownikiem działu historycznego. Był jednocześnie działaczem społecznym na terenie Wisły, zasiadał w ewangelickiej radzie parafialnej, współpracował z Polskim Związkiem Niewidomych, a także Stowarzyszeniem Służby Ratowniczej Błękitnego Krzyża, którego był sekretarzem generalnym. Był pracownikiem misyjnym, prowadził tzw. godziny biblijne, a także cieszyńską ekspozyturę pisma „Za i Przeciw” – organu ChSS. W wyborach w 1989 bez powodzenia ubiegał się o mandat senatora RP z rekomendacji Unii Chrześcijańsko-Społecznej w województwie bielskim. 
W I i II kadencji samorządu III RP pełnił funkcję zastępcy burmistrza Wisły, kontynuował również związki z Unią Chrześcijańsko-Społeczną, będąc szefem jej oddziału w Wiśle. W kadencji 2002–2006 był wiceprzewodniczącym rady miejskiej Wisły. W wyborach w 2006 bez powodzenia ubiegał się o reelekcję do rady. 
Był wieloletnim pracownikiem oraz dyrektorem Muzeum Beskidzkiego w Wiśle, będącego oddziałem Muzeum Śląska Cieszyńskiego. Należał do inicjatorów powstania Muzeum Protestantyzmu w Cieszynie. 
Jest członkiem Polskiego Towarzystwa Ewangelickiego, był wieloletnim członkiem Rady Centrum Misji i Ewangelizacji KE-A w RP. W latach 2009–2017 był także kierownikiem szkoły biblijnej w ramach CME.